# Alfred Hitchcock Presents
Alfred Hitchcock Presents (Alfred Hitchcock predstavlja) je ameriška črnobela TV-serija, ki jo je produciral in občasno tudi režiral Alfred Hitchcock. Zanjo je značilna napeta, rahlo ironična zgodba, začetna glasba »Pogrebni marš za marioneto« ter ironični Hitchcockov govor na začetku in na koncu epizode. Vsaka epizoda je trajala približno 25 minut. Predvajana je bila med letoma 1955 in 1962. Potem so ji dolžino podaljšali na 50 minut in jo preimenovali v The Alfred Hitchcock Hour (Ura s Hitchcockom). Sledile so še tri sezone do leta 1965.